# Libertad Fútbol Club
Ne pas confondre avec le club paraguayen Club Libertad
Actualités
Le Libertad Fútbol Club est un club équatorien de football basé à Loja.

## Histoire
Le club est fondé en 2017 sous le nom Independiente de Pindal, il évolue dans le canton de Pindal et joue en troisième division. En 2020, Le club décide de changer de dimension, il se renomme Libertad Fútbol Club, change ses couleurs et s'installe à Loja. Lors de sa première saison après le changement de nom, le club gagne le titre provincial et dispute les barrages de montée en deuxième division mais sera éliminé. La saison suivante en 2021, le club connaîtra le même parcours mais cette fois-ci gagnera la finale de promotion.
En 2022, pour sa première saison en deuxième division le club termine à la troisième place, mais comme le deuxième n'est pas éligible à la promotion, le Libertad FC sera promu à sa place.
Lors de sa première saison en Serie A le club termine à la 13e place du classement cumulé, ce qui assure son maintien.
En Serie A 2024, le club termine la première phase à la dernière place et écope en plus d'une pénalité de quatre points. Lors de la deuxième phase, il termine à la 7e place ce qui permet au club de terminer à la 14e place au classement cumulé et d'éviter de justesse la relégation.